# Brandýské strojírny a slévárny

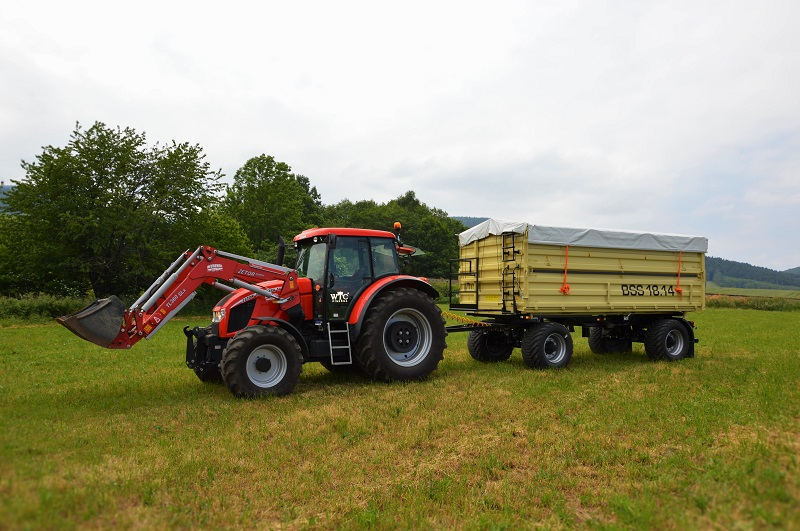
Ciągnik rolniczy Zetor z przyczepą BSS 18.14

Brandýské strojírny a slévárny – czeski producent maszyn rolniczych z siedzibą w Brandýs nad Labem-Stará Boleslav produkująca pod marką BSS.

## Historia
W 1878 ambitny biznesmen z Pragi, František Melichar, przeprowadził się do miasta Brandýs nad Łabą za pośrednictwem chłopa Josefa Šestáka. W 1881 r. firma lokuje się na ulicy Pražská gdzie zaczęto produkować siewniki. W 1889 roku firma zatrudnia około 200 osób. W międzyczasie staje się jednym z największych producentów siewników na świecie. W 1948 roku zakład zostaje znacjonalizowany i przemianowany na Brandýské strojírny a slévárny (BSS). Następuje zmiana profilu produkcji na przyczepy ciężarowe i rolnicze. W 1956 roku dołączono do firmy zakład w Senice na Hané. W 1968 r. Do zakładu dołączono zakład w Písečná (powiat Jesionik), zbudowaną z odnowionego zakładu celulozowego. W 1990 roku zakłady w Senice na Hané i Písečná (powiat Jesionik) zostały oddzielone od BSS i 1.7.1990 zostaje utworzony PANAV Senice na Hané. Następcą prawnym przedsiębiorstwa Brandýské strojírny a slévárny zostało BSS Metaco.